# Archandrodesmus kandyanus
Archandrodesmus kandyanus är en mångfotingart som beskrevs av Carl 1932. Archandrodesmus kandyanus ingår i släktet Archandrodesmus och familjen fingerdubbelfotingar. Inga underarter finns listade i Catalogue of Life.